# Nogent-lès-Montbard
Nogent-lès-Montbard ist eine französische Gemeinde mit 153 Einwohnern (Stand 1. Januar 2022) im Département Côte-d’Or in der Region Bourgogne-Franche-Comté. Sie gehört zum Arrondissement Montbard und zum Kanton Montbard.

## Geographie
Nachbargemeinden von Nogent-lès-Montbard sind Marmagne im Norden, Fain-lès-Montbard im Nordosten, Courcelles-lès-Montbard im Südosten, Montigny-Montfort im Südwesten, sowie Montbard im Nordwesten.

## Bevölkerungsentwicklung
| Jahr                       | 1962 | 1968 | 1975 | 1982 | 1990 | 1999 | 2011 |
| Einwohner                  | 198  | 214  | 181  | 189  | 175  | 171  | 150  |
| Quellen: Cassini und INSEE |      |      |      |      |      |      |      |

## Sehenswürdigkeiten

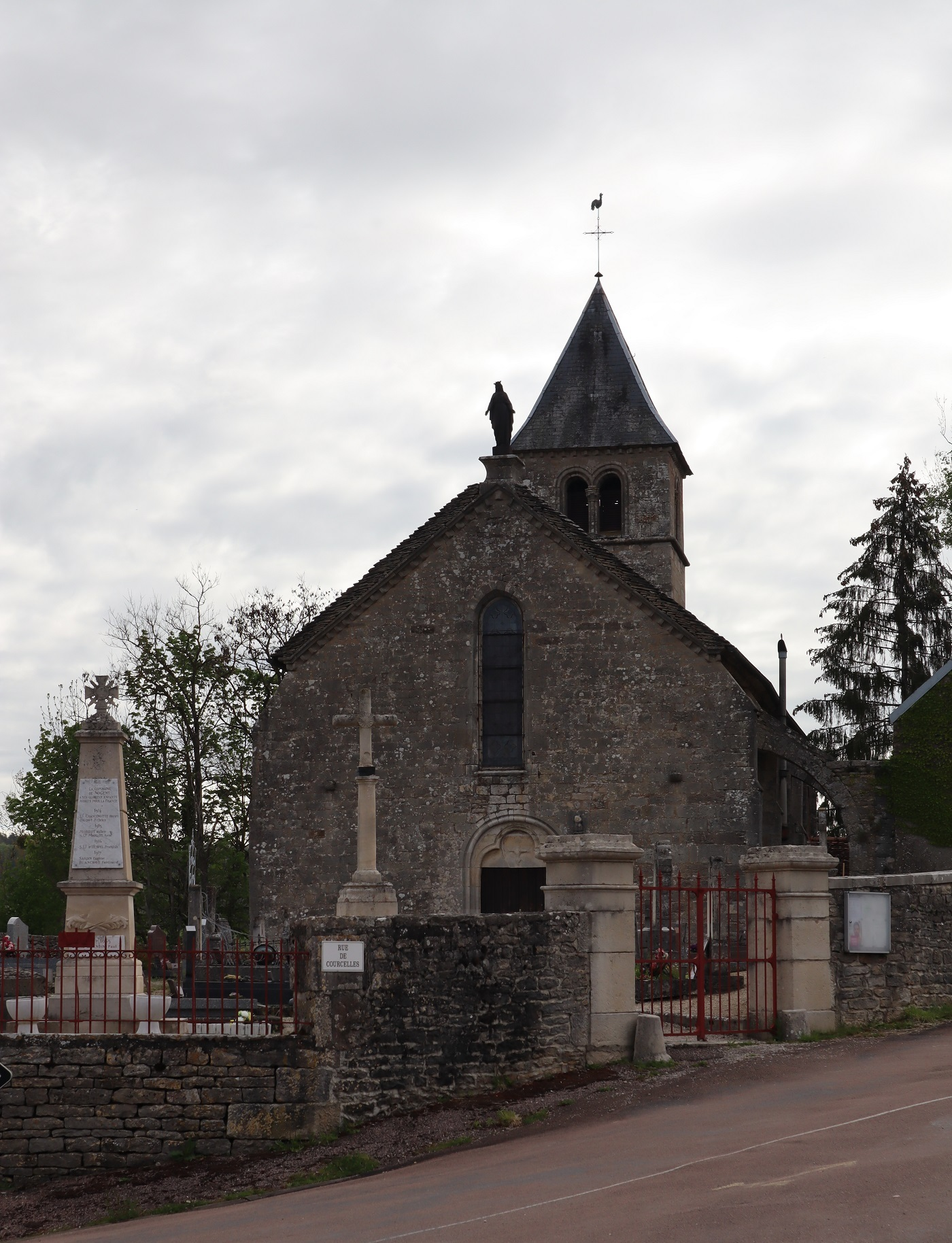
Kirche Saint-Gengoult

- Kirche Saint-Gengoult (13. Jahrhundert)